# E1 (telecomunicações)
E1 é um padrão de linha telefônica digital europeu criado pela ITU-TS e o nome determinado pela Conferência Europeia Postal de Telecomunicação (CEPT), sendo o padrão usado no Brasil e na Europa; é o equivalente ao sistema T-carrier norte-americano, embora o sistema T norte-americano utilize taxas de transmissão diferentes.
O E1 possui uma taxa transferência de 2 Mbps e pode ser dividido em 32 canais de 64 Kbps cada, contudo, 30 canais dos 32 canais existentes transportam informações úteis, pois a velocidade efetiva da transmissão (throughput) da portadora E1, é de 30 x 64 = 1920 Kbit/s, os outros 2 canais restantes (canal 0 e canal 16) destinam-se à sinalização (sistema designado por "Sinalização por Canal Comum") e o alinhamento de quadros ou tramas, estabelecendo um sincronismo entre os pontos. A contratação de linhas E1 abaixo de 2 Mbps é conhecida como "E1 fracionário".
Pode ser interconectado ao T1 para uso internacional.
Suas variantes :
- E2: 8,448 Mbps.*
- E3: 34,368 Mbps.*
- E4: 139,264 Mbps.*
- E5: 565,148 Mbps.*